# Virginia Slims of Dallas 1985
Virginia Slims of Dallas, 1985 також відомий під назвою VS of Dallas, — жіночий тенісний турнір, що проходив на закритих кортах з килимовим покриттям у Далласі (США). Проходив у рамках Світової чемпіонської серії Вірджинії Слімс 1984 і тривав з 11 березня до 17 березня 1985 року. Перша сіяна Мартіна Навратілова здобула титул в одиночному розряді.

## Фінальна частина

### Одиночний розряд
Мартіна Навратілова —  Кріс Еверт 6–3, 6–4
- Для Навратілової це був 3-й титул в одиночному розряді за сезон і 102-й — за кар'єру.

### Парний розряд
Барбара Поттер /  Шерон Волш —  Марселла Мескер /  Паскаль Параді 5–7, 6–4, 7–6

## Нотатки
1. ↑  Світова чемпіонська серія Вірджинії Слімс 1984 тривала від березня 1984 року до березня 1985-го.[1]